# Мэсси, Пол
Пол Макинтош Орджилл Мэсси (англ. Paul Mackintosh Orgill Massey; 12 марта 1926, Брайтон, Восточный Суссекс — 21 октября 2009, Бирмингем, Западный Мидленд) — британский гребец, выступавший за сборную Великобритании по академической гребле в конце 1940-х — начале 1950-х годов. Серебряный призёр летних Олимпийских игр в Лондоне, участник Олимпийских игр в Хельсинки, двукратный победитель регаты «Оксфорд — Кембридж».

## Биография
Пол Мэсси родился 12 марта 1926 года в городе Брайтон графства Восточный Суссекс, Англия.
Занимался академической греблей во время учёбы в Кембриджском университете, состоял в местной университетской команде, неоднократно принимал участие в различных студенческих регатах.
Наивысшего успеха в своей спортивной карьере добился в сезоне 1948 года, когда вошёл в основной состав британской национальной сборной и благодаря череде удачных выступлений удостоился права защищать честь страны на домашних летних Олимпийских играх в Лондоне. В составе экипажа-восьмёрки, куда также вошли гребцы Кристофер Бартон, Майкл Лапейдж, Гай Ричардсон, Пол Берчер, Чарльз Ллойд, Джон Мейрик, Альфред Меллоус и рулевой Джек Дирлов, благополучно преодолел предварительный квалификационный этап, взяв верх над командами Норвегии и Дании, затем на стадии полуфиналов прошёл команду Канады. Британские гребцы считались здесь единственными достойными соперниками для главных фаворитов соревнований американцев, представителей Калифорнийского университета в Беркли, однако в решающем финальном заезде конкурентной борьбы не получилось — британцы отстали более чем на десять секунд и вынуждены были довольствоваться серебряными олимпийскими медалями.
После лондонской Олимпиады Мэсси продолжил спортивную карьеру, в частности в 1949 и 1950 годах с кембриджской командой дважды подряд выигрывал традиционную регату «Оксфорд — Кембридж».
В 1952 году представлял Великобританию в распашных рулевых четвёрках на Олимпийских играх в Хельсинки, однако на сей раз попасть в число призёров не смог — в финале финишировал четвёртым.
Являлся военным врачом британской антарктической экспедиции, в честь него в 1955 году была названа вершина Мэсси-Хайтс на острове Джеймса Росса. Позже Мэсси занимал должность Мастера в «Почтенной компании бакалейщиков» Лондона. Был женат, имел пятерых детей.
Умер 21 октября 2009 года в Бирмингеме в возрасте 83 лет.